# Manuel Ángel González Sponga
Manuel Ángel González Sponga est un arachnologiste vénézuélien, né le 30 avril 1929 à Guatire et mort le 1er mars 2009 à Caracas.
Professeur à l'Universidad Pedagógica Experimental Libertador, il était un spécialiste des scorpions néotropicaux. Il a également étudié les opilions et les araignées.
Il était membre de l'Academia de Ciencias Físicas, Matemáticas y Naturales du Venezuela.

## Espèces nommées en son honneur
- Broteochactas gonzalezspongai Lourenço, 1983
- Bolitoglossa spongai Barrios Amorós & Fuentes Ramos, 1999.
- Tityus gonzalespongai Quiroga, deSousa, Parrilla-Alvarez & Manzanilla, 2004
- Wayuuzomus gonzalezspongai Armas & Colmenares, 2006.

## Genre nommé en son honneur
- Manuelangelia

## Quelques taxons décrits
- Absonus ayalai González Sponga, 1987
- Absonus caracasensis González Sponga, 1987
- Ananteris asuncionensis González Sponga, 2006
- Ananteris catuaroi González Sponga, 2006
- Ananteris chirimakei González Sponga, 2006
- Ananteris claviformis González Sponga, 2006
- Ananteris cumbensis González Sponga, 2006
- Ananteris curariensis González Sponga, 2006
- Ananteris elguapoi González Sponga, 2006
- Ananteris guiripaensis González Sponga, 2006
- Ananteris inoae González Sponga, 2006
- Ananteris maniapurensis González Sponga, 2006
- Ananteris meridana González Sponga, 2006
- Ananteris norae González Sponga, 2006
- Ananteris paoensis González Sponga, 2006
- Ananteris paracotoensis González Sponga, 2006
- Ananteris plataensis González Sponga, 2006
- Ananteris principalis González Sponga, 2006
- Ananteris riocaurensis González Sponga, 2006
- Ananteris riochicoi González Sponga, 2006
- Ananteris sanchezi González Sponga, 2006
- Ananteris sepulvedai González Sponga, 2006
- Ananteris singularis González Sponga, 2006
- Ananteris turumbanensis González Sponga, 1980
- Ananteris venezuelensis González Sponga, 1972
- Ananteris zuliana González Sponga, 2006
- Ananteris barinensis González Sponga, 2006
- Ananteris capayaensis González Sponga, 2006
- Anduzeia González Sponga, 1992
- Anduezeia maculisplena González Sponga, 1992
- Angela marchantiarum González Sponga, 1987
- Araguita speciosa González Sponga, 1987
- Azulitaia rubicunda González Sponga, 1987
- Baria neblinensis González Sponga, 1987
- Barinas González Sponga, 1987
- Barinas flava González Sponga, 1987
- Barlovento González Sponga, 1987
- Barlovento albapatella González Sponga, 1987
- Barlovento littorei González Sponga, 1987
- Barlovento marmorata González Sponga, 1987
- Barlovento salmeronensis González Sponga, 1987
- Bichito González Sponga, 1998
- Broteochactas manisapanensis González Sponga, 1992
- Broteochactas parimensis González Sponga, 2004
- Broteochactas venezuelensis González Sponga, 1996
- Broteochactas verneti González Sponga, 1992
- Broteochactas vestigialis González Sponga, 1978
- Brotheas camposi González Sponga, 1972
- Brotheas cataniapensis González Sponga, 1997
- Brotheas cunucunumensis González Sponga, 1984
- Brotheas dasilvai González Sponga, 1978
- Brotheas humboldti González Sponga, 1980
- Brotheas libinallyi González Sponga, 1978
- Brotheas lichyi González Sponga, 1980
- Brotheas mawarinumensis González Sponga, 1991
- Brotheas mingueti González Sponga, 1973
- Brotheas munozi González Sponga, 1997
- Brotheas ocamoi González Sponga, 2004
- Brotheas perezramirezi González Sponga, 1996
- Brotheas rionegroensis González Sponga, 1996
- Brotheas sanabriai González Sponga, 1997
- Brotheas wareipai González Sponga, 2004
- Brotheas wilmeri González Sponga, 1980
- Buruquelia cornifera González Sponga, 1999
- Carapoia González-Sponga, 1998
- Carupania tarsocurvipes González Sponga, 2001
- Caurimare González Sponga, 1992
- Caurimare pustulosa González Sponga, 1992
- Cea lanceolata González Sponga, 1987
- Chactas barbacoensis González Sponga, 1987
- Chactas campoelisasensis González Sponga, 2007
- Chactas chabasquensis González Sponga, 2007
- Chactas choroniensis González Sponga, 1978
- Chactas ferruginosus González Sponga, 1984
- Chactas gansi González Sponga, 1974
- Chactas interpuncta González Sponga, 1987
- Chactas latuffi González Sponga, 1976
- Chactas maimirensis González Sponga, 2007
- Chactas marinae González Sponga, 1987
- Chactas oxfordi González Sponga, 1978
- Chactas platillonensis González Sponga, 2007
- Chactas rogelioi González Sponga, 1972
- Chactas yupai González Sponga, 1994
- Chactopsis anduzei González Sponga, 1982
- Chactopsis barajuri González Sponga, 1982
- Chactopsis coriacea González Sponga, 1991
- Chactopsis siapaensis González Sponga, 1991
- Chactopsis sujirima González Sponga, 1982
- Chamaia convexa González Sponga, 1987
- Chirimena brevigranulata González Sponga, 1999
- Cornigera González Sponga, 1987
- Cornigera flava González Sponga, 1987
- Cosmetiplus migdaliae González Sponga, 1992
- Cosmetiplus serrulatus González Sponga, 1992
- Crosbyella alta González Sponga, 1987
- Crosbyella bromelaca González Sponga, 1987
- Crosbyella leonenensis González Sponga, 1987
- Crosbyella manueli González Sponga, 1987
- Crosbyella minuta González Sponga, 1987
- Crosbyella tiarensis González Sponga, 1987
- Cubiria inflata González Sponga, 1999
- Cubiria peculiaris González Sponga, 1987
- Curimagua infrequentis González Sponga, 1987
- Cynorta aniuskae González Sponga, 1992
- Cynorta barloventensis González Sponga, 1992
- Cynorta bochinchana González Sponga, 1992
- Cynorta camachoi González Sponga, 1992
- Cynorta crassa González Sponga, 1992
- Cynorta critafemoris González Sponga, 1992
- Cynorta dearuwa González Sponga, 1992
- Cynorta eremitica González Sponga, 1992
- Cynorta guasimensis González Sponga, 1992
- Cynorta lata González Sponga, 1992
- Cynorta levinseni González Sponga, 1992
- Cynorta maculabnormis González Sponga, 1992
- Cynorta maimirenses González Sponga, 1992
- Cynorta mainerti González Sponga, 1992
- Cynorta meridensis González Sponga, 1992
- Cynorta mesaensis González Sponga, 1992
- Cynorta montis González Sponga, 1992
- Cynorta multigranulata González Sponga, 1992
- Cynorta muñozgrateroli González Sponga, 1992
- Cynorta ornatissima González Sponga, 1992
- Cynorta paolilloi González Sponga, 1992
- Cynorta peninsulana González Sponga, 1992
- Cynorta praeoculata González Sponga, 1992
- Cynorta puncticulata González Sponga, 1992
- Cynorta sanarensis González Sponga, 1992
- Cynorta tovar-zeai González Sponga, 1992
- Cynorta v-flava González Sponga, 1992
- Cynorta yaracuyanus González Sponga, 1992
- Cynorta zuliana González Sponga, 1992
- Cynortina gracililongipes González Sponga, 1987
- Falconia multidenticulata González Sponga, 2001
- Firtea altagraciensis González Sponga, 1992
- Firtea araguitensis González Sponga, 1992
- Firtea henrikseni González Sponga, 1992
- Firtea longifemoris González Sponga, 1992
- Firtea montana González Sponga, 1992
- Firtea simplex González Sponga, 1992
- Firtea sorenseni González Sponga, 1992
- Firtea withi González Sponga, 1992
- Forfexia González Sponga, 1992
- Forfexia marmorata González Sponga, 1992
- Fudeci González Sponga, 1997
- Guagonia multispina González Sponga, 1987
- Guaiquinimia González-Sponga 1997
- Guaricia González Sponga, 1992
- Guaricia guagoensis González Sponga, 1992
- Guaricia terepaimanus González Sponga, 1992
- Guatopia González Sponga, 1992
- Guatopia clorofilica González Sponga, 1992
- Guasiniidae González Sponga, 1997
- Guayania González Sponga, 1997
- Guayania inflata González Sponga, 1997
- Hadrurochactas machadoi González Sponga, 1993
- Hadrurochactas odoardoi González Sponga, 1985
- Haitonia alba González Sponga, 1987
- Janina bromeliaca González Sponga, 1987
- Junquito denticuloso González Sponga, 1999
- Lara absunustarsalis González Sponga, 1987
- Limonia González Sponga, 1998
- Litoralia González Sponga, 1992
- Litoralia acerba González Sponga, 1992
- Litoralia austera González Sponga, 1992
- Litoralia bothropica González Sponga, 1992
- Litoralia cordillerana González Sponga, 1992
- Litoralia guariquensis González Sponga, 1992
- Litoralia junci González Sponga, 1992
- Litoralia longipedis González Sponga, 1992
- Litoralia rubicunda González Sponga, 1992
- Maniapure González Sponga, 1992
- Maniapure glabra González Sponga, 1992
- Maracaynatum mariaeteresae González Sponga, 1987
- Mesabolivar González-Sponga, 1998
- Mesotityus González Sponga, 1981
- Mesotityus vondangeli González Sponga, 1981
- Micro obtusangulus González Sponga, 1987
- Microtityus biordi González Sponga, 1970
- Microtityus joseantonioi González Sponga, 1981
- Minuella barloventensis González Sponga, 1987
- Minuella chroroniensis González Sponga, 1987
- Minuella crassa González Sponga, 1987
- Minuella crassa González Sponga, 1987
- Minuella denticulata González Sponga, 1987
- Minuella guatopensis González Sponga, 1987
- Minuella montis González Sponga, 1987
- Minuella nebulae González Sponga, 1987
- Minuella parva González Sponga, 1987
- Minuella pinturelensis González Sponga, 1987
- Minuella puncticulata González Sponga, 1987
- Minuella scabra González Sponga, 1987
- Minuella venefica González Sponga, 1987
- Neactoma acariguanensis González Sponga, 2004
- Neactoma brionensis González Sponga, 2004
- Neactoma casimiranus González Sponga, 2004
- Neactoma minaensis González Sponga, 2004
- Neactoma mirandensis González Sponga, 2004
- Neactoma Monagensis González Sponga, 2004
- Neactoma punctiaguda González Sponga, 2004
- Neactoma ramosa González Sponga, 2004
- Neactoma ramosa González Sponga, 2004
- Neactoma zeaensis González Sponga, 2004
- Neochactas bariensis (González Sponga, 1991)
- Neochactas bilbaoi (González Sponga, 1978)
- Neochactas bruzuali (González Sponga, 1980)
- Neochactas caroniensis (González Sponga, 1996)
- Neochactas colombiensis (González Sponga, 1976)
- Neochactas efreni (González Sponga, 1978)
- Neochactas eliasilvai (González Sponga, 1980)
- Neochactas garciai (González Sponga, 1978)
- Neochactas guaiquinimensis (González Sponga, 1997)
- Neochactas jaspei (González Sponga, 1993)
- Neochactas josemanueli (González Sponga, 1992)
- Neochactas kjellesvigi (González Sponga, 1974)
- Neochactas leoneli (González Sponga, 1978)
- Neochactas macrochelae (González Sponga, 2004)
- Neochactas neblinensis (González Sponga, 1991)
- Neochactas panarei (González Sponga, 1980)
- Neochactas paoensis (González Sponga, 1996)
- Neochactas racenisi (González Sponga, 1975)
- Neochactas riopinensis (González Sponga, 1992)
- Neochactas ruizpittoli (González Sponga, 1993)
- Neochactas sanmartini (González Sponga, 1974)
- Neochactas santanai (González Sponga, 1978)
- Neochactas sarisarinamensis (González Sponga, 1985)
- Neochactas simarawochensis (González Sponga, 1980)
- Neochactas verai (González Sponga, 1993)
- Neochactas yekuanae (González Sponga, 1984)
- Niquitaia convexa González Sponga, 1999
- Ocoita González Sponga, 1987
- Ocoita mina González Sponga, 1987
- Ocoita servae González Sponga, 1987
- Ocoita tapipensis González Sponga, 1987
- Oligovones mucubajiensis González Sponga, 1992
- Orituco gracilipalpi González Sponga, 1987
- Orituco pariensis González Sponga, 1992
- Orituco tuberculasa González Sponga, 1987
- Orituco tuyensis González Sponga, 1987
- Ovalia spinosa González Sponga, 1999
- Paecilaema aaguanus González Sponga, 1992
- Paecilaema acuriguensis González Sponga, 1992
- Paecilaema altispina González Sponga, 1992
- Paecilaema amazonica González Sponga, 1992
- Paecilaema angusta González Sponga, 1992
- Paecilaema barinensis González Sponga, 1992
- Paecilaema cabudarensis Gonzalez-Sponga 1992
- Paecilaema estebana González Sponga, 1992
- Paecilaema inglei González Sponga, 1992
- Paecilaema irmae González Sponga, 1992
- Paecilaema lepidoptera González Sponga, 1992
- Paecilaema maculata González Sponga, 1992
- Paecilaema oblonga González Sponga, 1992
- Paecilaema octosegmentata González Sponga, 1992
- Paecilaema oculata González Sponga, 1992
- Paecilaema trisegmentata González Sponga, 1992
- Paecilaema vitata González Sponga, 1992
- Panaquire calva González Sponga, 1987
- Paramo meridensis González Sponga, 1987
- Paramo regaladoi González Sponga, 1999
- Parascotolemon bipunctus González Sponga, 1987
- Paravima flumencaurimarensis González Sponga, 1987
- Paravima locumida González Sponga, 1987
- Paravima morritomacairensis González Sponga, 1987
- Paravima propespelunca González Sponga, 1987
- Phalangodinella araguitensis González Sponga, 1987
- Phalangodinella arida González Sponga, 1987
- Phalangodinella bicalcanei González Sponga, 1987
- Phalangodinella calcanei González Sponga, 1987
- Phalangodinella callositas González Sponga, 1987
- Phalangodinella caporiaccoi González Sponga, 1987
- Phalangodinella coffeicola González Sponga, 1987
- Phalangodinella longipes González Sponga, 1987
- Phalangodinella pilosa González Sponga, 1987
- Phalangodinella pittieri González Sponga, 1987
- Phalangodinella santaerosae González Sponga, 1987
- Phalangodinella tropophyla González Sponga, 1987
- Physocyclus boconoensis González Sponga, 2007
- Physocyclus borburatensis González Sponga, 2007
- Physocyclus cariacoensis González Sponga, 2007
- Physocyclus guatirensis González Sponga, 2007
- Physocyclus monagensis González Sponga, 2007
- Pilosa pilosa González Sponga, 1999
- Puerilia González Sponga, 1992
- Puerilla psittacoide González Sponga, 1992
- Queliceria discrepantis González Sponga, 2001
- Retropedis magnapatella González Sponga, 1987
- Rhopalocranaus albilineatus González Sponga, 1992
- Sanluisi González Sponga, 2001
- Sanluisi puntiaguda González Sponga, 2001
- Santinezia biordi González Sponga, 1992
- Soledadiella barinensis González Sponga, 1987
- Soledadiella macrochelae González Sponga, 1987
- Soledadiella pentaculeata González Sponga, 1999
- Sphoeroforma familiaris González Sponga, 1987
- Sphoeroforma fernandezi González Sponga, 1987
- Sphoeroforma minima González Sponga, 1987
- Sphoeroforma pusilla González Sponga, 1987
- Spiniella grandituberculosa González Sponga, 1987
- Stenoschizomus González Sponga, 1997
- Stenoschizomus tejeriensis González Sponga, 1997
- Stygnomma furva González Sponga, 1987
- Stygnomma gracilitibiae González Sponga, 1987
- Stygnomma larensis González Sponga, 1987
- Stygnomma ornatum González Sponga, 1987
- Stygnomma purpureum González Sponga, 1987
- Stygnomma solisitiens González Sponga, 1987
- Stygnomma truxillensis González Sponga, 1987
- Szczurekia González Sponga, 1992
- Szczurekia dianae González Sponga, 1992
- Szczurekia frigida González Sponga, 1992
- Szczurekia petrae González Sponga, 1992
- Szczurekia virginis González Sponga, 1992
- Tarsoporosus flavus González Sponga, 1984
- Tarsoporosus yustizi González Sponga, 1984
- Teuthraustes adrianae González Sponga, 1975
- Teuthraustes akananensis González Sponga, 1984
- Teuthraustes maturaca González Sponga, 1991
- Teuthraustes reticulatus González Sponga, 1991
- Tiara unispina González Sponga, 1987
- Tityus anduzei González Sponga, 1997
- Tityus arellanoparrai González Sponga, 1985
- Tityus barquisimetanus González Sponga, 1994
- Tityus boconoensis González Sponga, 1981
- Tityus breweri González Sponga, 1997
- Tityus carabobensis González Sponga, 1987
- Tityus culebrensis González Sponga, 1994
- Tityus dupouyi González Sponga, 1987
- Tityus falconensis González Sponga, 1974
- Tityus filodendron González Sponga, 1981
- Tityus isabelceciliae González Sponga, D'Suze & Sevcik, 2001
- Tityus ivicnancor González Sponga, 1997
- Tityus lancinii González Sponga, 1972
- Tityus manakai González Sponga, 2004
- Tityus meridanus González Sponga, 1981
- Tityus monaguensis González Sponga, 1974
- Tityus neoespartanus González Sponga, 1996
- Tityus nororientalis González Sponga, 1996
- Tityus osmanus González Sponga, 1996
- Tityus perijanensis González Sponga, 1994
- Tityus pittieri González Sponga, 1981
- Tityus riocaurensis González Sponga, 1996
- Tityus rojasi González Sponga, 1996
- Tityus rusmelyae González Sponga, D'Suze & Sevcik, 2001
- Tityus sanarensis González Sponga, 1997
- Tityus shiriana González Sponga, 1991
- Tityus surorientalis González Sponga, 1996
- Tityus tamayoi González Sponga, 1987
- Tityus venamensis González Sponga, 1981
- Tityus zulianus González Sponga, 1981
- Traiania abundantis González Sponga, 1987
- Traiania arairensis González Sponga, 1987
- Traiania cacaotera González Sponga, 1987
- Traiania cimarronera González Sponga, 1987
- Traiania debellardi González Sponga, 1992
- Traiania inexspectata González Sponga, 1987
- Traiania mujicai González Sponga, 1987
- Traiania orgidani González Sponga, 1987
- Traiania simpatrica González Sponga, 1987
- Traiania simplex González Sponga, 1987
- Traiania torrealbai González Sponga, 1987
- Traiania triangularis González Sponga, 1987
- Unare videodifficultatis González Sponga, 1987
- Unicornia flava González Sponga, 1987
- Urachiche nerysae González Sponga, 1987
- Vachionochactas González Sponga, 1978
- Vachionochactas amazonicus González Sponga, 1991
- Vachionochactas lasallei (González Sponga, 1978)
- Vima albiornata caripensis González Sponga, 1987
- Vima bubonica González Sponga, 1987
- Vima chiguaraensis González Sponga, 1987
- Vima cuadrata González Sponga, 1987
- Vima falconneis González Sponga, 1987
- Vima flavomaculata González Sponga, 1987
- Vima quirozi González Sponga, 1981
- Vima severa González Sponga, 1987
- Vima subparamera González Sponga, 1987
- Vima venezuelica González Sponga, 1987
- Vimina González Sponga, 1987
- Vimina virginis González Sponga, 1987
- Yacambuia yacambuiensis González Sponga, 1987